# 很早以前
《很早以前》（日语：ずっと 前から）是日本女子偶像團體AKB48的三人衍生團體「French Kiss」的出道單曲。於2010年9月8日發售。

## 概要
- A面曲《很早以前》是NHK教育頻道播放的《棒球大聯盟》第6季的片尾曲。
- 通常版A、B是以CD附DVD的形式發售，至於通常版C則只以CD的形式發售。

## 收錄歌曲

### 通常版A
CD
1. 很早以前（ずっと 前から）
（作詞：秋元康，作曲、編曲：Ryo）
  - NHK教育頻道《棒球大聯盟》第6季的片尾曲
2. 夜風的惡作劇（夜風の仕業）
（作詞：秋元康，作曲：島崎貴光，編曲：増田武史，歌：柏木由紀）
  - 原為teamB 5th Stage「劇場的女神」公演中，柏木由紀的獨唱歌曲。
3. 很早以前（卡拉OK ver.）
4. 夜風的惡作劇（卡拉OK ver.）

DVD
1. 「很早以前」Music Clip
2. 戲劇「很早以前」
3. 戲劇製作影像（初回限定特典）

特典
1. 活動参加券（初回限定特典）
2. 收集用卡片（共3種，收入其中1種、初回限定特典）

### 通常版B
CD
1. 很早以前
2. 一个秋天的一天（ある秋の日のこと）
（作詞：秋元康，作曲：藤本貴則，編曲：野中“まさ”雄一）
3. 很早以前（卡拉OK ver.）
4. 一个秋天的一天（卡拉OK ver.）

DVD
1. 「很早以前」Music Clip
2. 特別影像
3. 製作影像（初回限定特典）

特典
1. 活動参加券（初回限定特典）
2. 收集用卡片（共3種，收入其中1種、初回限定特典）

### 通常版C
CD
1. 很早以前
2. 无望之泪（てもでもの涙）
（作詞：秋元康，作曲：寺畑早知子，編曲：田口智則、稲留春雄）
  - 原為teamB 3rd Stage「睡衣兜风」公演的樂曲。
3. 很早以前（卡拉OK ver.）
4. 無奈之涙（卡拉OK ver.）

特典
1. 活動参加券（初回限定特典）
2. 收集用卡片（共3種，收入其中1種、初回限定特典）

## 外部連結
- French Kiss官方網站 （页面存档备份，存于）